# Martin IV.
Martin IV. (lat. Martinus IV.; mezi lety 1210–1220, Andrezel – 28. březen 1285, Perugia), narozen jako Simon de Brion, byl papežem od 22. února 1281 do 28. března roku 1285.

## Život
Narodil se jako Simon de Brion, o jeho původu a prvních letech se neví, objevil se až jako arcijáhen v Rouenu a kanovník v Tours. V roce 1260 se Brion stal kancléřem francouzského krále Ludvíka IX. V roce 1261 byl jmenován kardinálem titulárního kostela Santa Cecilia v Římě, a opakovaně do úřadu papežského legáta u francouzského dvora. Od roku 1262 stál v čele inkvizice.
Půl roku po smrti papeže Mikuláše III. byl na nátlak Karla I. z Anjou krále obojí Sicílie 22. února 1281 zvolen papežem. Tomuto králi dělal totiž kaplana pro soudní záležitosti. Pro trvající nepokoje musel papežskou kancelář přesunout do Orvieta.
Jeho jméno vzniklo chybnou záměnou jmen Martin a Marinus ve středověkých kronikách. Marinus I. a Marinus II. v nich byli uvedeni jako Martin II. a Martin III., a proto Brionův pontifikát byl zapsán jako Martina IV., ačkoli před ním byl jen papež Martin I.
Byl to slabý papež i politik a rozhodoval vždy jako Francouz. Skutečným vládcem papežských států byl Karel I. z Anjou, který usiloval o dobytí Byzance. 18. listopadu 1282 vyzval papeže ke křížové výpravě a k vyhnání byzantského císaře Michaela VIII., jehož papež ochotně vyhlásil za kacíře. Konfliktu předcházely sicilské nešpory 31. března 1282, kdy tamní obyvatelé povstali proti francouzskému králi. Na Sicílii se dne 4. září 1282 vylodil Petr III. z Aragonu, zeť krále Manfreda. Papež jej dal 21. března 1283 uvěznit a 5. května 1284 jmenoval aragonským králem Karla z Valoise, syna Filipa III.
Následovala francouzská agresivní válka, vedená dynastickým zájmem, ale přesto papežem prohlášena za křížovou výpravu, skončila úplnou porážkou francouzské floty. Půl roku před smrtí Karla I. 7. ledna 1285 byl jeho dědic Karel 5. června 1284 zajat aragonskou flotou.
Martin IV. zrušil jednání, které zahájil jeho předchůdce o císařské korunovaci krále Rudolfa I. Habsburského.
Zemřel v Perugii a byl pohřben v místní katedrále.
Jeho špatnou vládu připomněl Dante Alighieri ve 24. zpěvu Božské komedie, v Očistci.